# 下川博
下川 博（しもかわ ひろし、1948年〈昭和23年〉2月10日 - 2022年〈令和4年〉1月2日）は、日本の作家、シナリオ作家。

## 来歴
神奈川県出身。鎌倉学園高等学校卒。早稲田大学第一文学部卒業後、脚本家としてNHKで『武蔵坊弁慶』『中学生日記』『はやぶさ新八御用帳』などを手掛ける。2006年『閉店まで』で堺自由都市文学賞を受賞、2010年『弩』で中山義秀文学賞最終候補。
2022年1月2日、死去。73歳没。晩年は体調がすぐれず、2022年8月に日本脚本家連盟から訃報が報じられた。

## 著書
- 『下北沢の休日』実業之日本社 メルメ・ロマンス 1985年
- 『NHK中学生日記 一日私服登校 先生』ポプラ社 1994年
- 『NHK中学生日記 恋のピエロ コンプレックス』ポプラ社 1995年
- 『弩』小学館、2009年5月11日。ISBN 978-4-09-386248-6。
  - のち講談社文庫
- 『竹に紅虎』講談社 2012年

翻訳
- シブクマール『パンチャタントラ物語 古代インドの説話集』筑摩書房 1996年